# Мистична река
Мистична река (енгл. Mystic River) је амерички филм из 2003. године који је режирао Клинт Иствуд. Главне улоге играју: Шон Пен, Тим Робинс, Кевин Бејкон, Лоренс Фишберн и Лора Лини. 
Пријатељи из детињства Џими, Дејв и Шон поново се окупљају након што је Џимијева ћерка убијена, а Шон је полицајац коме је додељен случај. Међутим, Џими сумња да Дејв стоји иза убиства.

## Радња
Прича се врти око Џимија, Дејва и Шона, тројице пријатеља који одрастају заједно у једној ирској радничкој четврти у Бостону. Кад су имали дванаест година, док су се играли на улици, Дејва су отели педофили и сексуално га злостављали четири дана.
Неколико деценија после, они још живе у Бостону. Џими (Шон Пен) је бивши затвореник који води оближњу трговину, док Дејв (Тим Робинс) ради у индустријској производњи и не може побећи од својих траума. Двојица мушкараца су још комшије. Џимијева 19-годишња кћер Кети (Еми Росум) је убијена, а Џими и Шон (Кевин Бејкон), који је постао детектив, сумњају на Дејва. Шонова жена Лорин ненадано га оставља и одводи њихову малу кћер.
Џими и његови пријатељи напију Дејва у оближњем бару. Дејв одлази из бара да поврати, а мушкарци га почињу пратити. Џими каже Дејву да ће га оставити у животу ако призна да је убио његову кћер. Ако не призна, убиће га истог тренутка. Кад Дејв признаје злочин, како би спасио живот, Џими га ипак убоде у трбух и упуца га у главу.
Следећег јутра, Џими утапа тугу у боци вискија, док му прилази Шон. Шон каже Џимију да је полиција нашла убице његове кћери - који су признали злочин. Убила су је два дечака из суседства - један од њих био је брат њезиног дечка. Шон упита Џимија је ли видио Дејва, јер га треба ради испитивања у другом случају. Испоставља се да је Дејв убио педофила, након што га је пронашао у ауту. После, на свечаној паради, Дејова жена Селест бесно покушава привући пажњу свог малодушног сина (Коден Бојд). Шон опази Џимија у гомили и покаже руком знак пиштоља, као да „пуца“ у њега. Џими се насмеје и ставља сунчане наочаре.

## Улоге
| Глумац           | Улога                 |
| ---------------- | --------------------- |
| Шон Пен          | Џими Маркум           |
| Тим Робинс       | Дејв Бојл             |
| Кевин Бејкон     | Шон Дивајн            |
| Лоренс Фишберн   | наредник Вајти Пауерс |
| Марша Геј Харден | Селест Бојл           |
| Лора Лини        | Анабет Маркум         |
| Кевин Чапман     | Вал Севиџ             |
| Том Гвири        | Брендан Харис         |
| Еми Росум        | Кејти Маркум          |
| Ендру Макин      | Џон О’Шеј             |
| Адам Нелсон      | Ник Севиџ             |
| Роберт Волберг   | Кевин Севиџ           |
| Џени О’Хара      | Естер Харис           |

## Зарада
- Зарада у САД - 90.135.191 $
- Зарада у иностранству - 66.686.829 $
- Зарада у свету - 156.822.020 $